# Tione degli Abruzzi
Tione degli Abruzzi är en ort och kommun i provinsen L'Aquila i regionen Abruzzo i Italien. Kommunen hade 279 invånare (2018).